# Мала црника
Мала црника или мала морска црнка (лат. Aythya affinis) је мала северноамеричка ронилачка патка која зими мигрира на југ све до Централне Америке. Каже се да је врло близак сродник црне патке, са којом чини надврсту. 1838. описао ју је енглески природњак Томас Кембел Итон (енгл. Thomas Campbell Eyton). Веома је популарна у САД и Канади за лов и стрељаштво. Од 1988. лов на ову патку ограничен је законом.

## Опис
Одрасли су дужине 38-48 cm, у просеку 42-43 cm. Мужјак је тежак 790-850 грама, или у просеку 820 грама, док су женке нешто мање и теже, у просеку 730 грама. Дужина крила код мужјака и женки је готово иста, око 19-20 cm. Кљун је дугачак 3,6-4,3 cm.
Код мушкараца су глава, врат, горњи део леђа и груди црни. Глава има љубичаст сјај. Леђа су бела, прекривена танком, црном, валовитом линијом. Трбух је беo. Кукови су бели, са тамним, танким пругама. Реп и део испод репа су црни. Кљун је тамно сиве боје, са црним врхом. Ноге и стопала су сиве. Шареница је жута.
Код женки је бело подручје око кљуна. Глава и врат су тамно смеђе боје, са светлим мрљама. Леђа су такође тамно смеђа, са белим мрљама. Груди су смеђе. Стомак је беличаст. Кукови су смеђи. Реп је тамно смеђе боје. Кљун је сличан мужјацима, само мало туп. Пачићи су слични женкама.   

## Репродукција и животни век
Мала црника има једно од највећих гнездишта у Северној Америци и највећи је у северним шумама Канаде . Ова птица се гнезди у језерима, барама и мочварама. Више воли влажна станишта са бујном вегетацијом.
Гнежђење започиње у мају. Женка полаже 6 до 14  јаја. Гнездо се налази у заштићеном подручју у близини воде. Често се догоди да неколико женки полаже јаја у исто гнездо. Рекордни број јаја у гнезду је 26, али тада је исто гнездо користило више женки. Током инкубације, мужјак се одмиче од гнезда и митари. Инкубација траје само три недеље. Тежина пачета када се излеже из јајета износи 30,8 грама. Пачићи добијају перје након 45-50 дана, обично крајем августа или почетком септембра. Полно зрели постају у првој години живота. Максимални животни век мале црнике је 18,3 године.

## Исхрана
Ова птица често рони и најактивнија је у потрази за храном. Храни се углавном мекушцима, попут шкољки. Такође се храни семењем и другим деловима водених биљака, попут шаша, влати траве, дивљег пиринча ... Зими, али мање лети, храни се ситном рибом, раковима, инсектима и њиховим личинкама.  